# WHAT'S ON ASIA
WHAT'S ON ASIA是由NHK制作并播出的英语新闻节目。除了在周六深夜（周日凌晨）在BS1上以日语播出外，还在NHK World TV和NHK World Premium这两个海外卫星广播电台上播出。
内容将以本周亚洲各国的新闻话题为中心，还将包括NHK独立收集用于国际广播的新闻。
从2005年4月起，重新推出为“News Today Asia”，每周二至周六（周一至周五，NHK World）10分钟（周六（周五，NHK World）15分钟）。后来，每周每天15分钟（夏季特别节目期间播出10分钟）。在日本，该节目自2007年4月起在BS1播出，但该节目于2008年12月末在NHK World和BS1同时结束（后续节目为“ASIA 7DAYS”）。

## 主播
- 大村朋子（记者/节目主持人）
  - 1984年加入。历任名古屋新闻、新闻局社会事务部、NHK News Today（日语：NHKニュースTODAY）（综合电视台，1988-1989）主播、横滨局记者、在担任卫星广播电台台长后，他加入了一家国际广播电台的新闻台。目前，他是采访节目“Insight & Foresight”（不在日本地面或BS播出）的采访者。曾居住在马来西亚、伊朗和印度尼西亚。我的专业领域是整个亚洲，特别是与难民、妇女和儿童有关的人权问题。